# Thần kinh bịt trong
Thần kinh chi phối cơ bịt trong, hay thần kinh bịt trong (tiếng Anh: obturator internus nerve) là dây thần kinh chi phối cơ bịt trong và cơ sinh đôi trên

## Cấu trúc
Thần kinh chi phối cơ bịt trong bắt nguồn từ đám rối thần kinh thắt lưng-cùng, có nguyên ủy từ ngành trước của thần kinh thắt lưng V và thần kinh sống cùng I, II.
Thần kinh rời khỏi khung chậu qua khuyết ngồi lớn, bên dưới cơ hình quả lê, và đi vào phần trên mặt sau của cơ.
Sau đó nó đi qua gai ụ ngồi, đi vào xương chậu qua khuyết ngồi bé, và đi vào cơ bịt trong.